# 1945年5月13日のドイツ脱走兵の処刑
1945年5月13日のドイツ脱走兵の処刑（1945ねん5がつ13にちのドイツだっそうへいのしょけい）は、ドイツ国防軍の無条件降伏および欧州における終戦の5日後に執行された。オランダにおけるドイツ国防軍の降伏後、アムステルダムにあったカナダ軍管理下の捕虜収容所において、ドイツ海軍将校らが2人の脱走兵、ブルノ・デルファー（Bruno Dörfer）とライナー・ベック（Rainer Beck）を被告とする軍法会議を設置した。ナチス・ドイツ時代と同様のドイツ軍法に基づいた審理が行われたため、この軍法会議の設置自体が俘虜の待遇に関する条約（1929年ジュネーブ条約）に抵触していた可能性が非常に高い。被告2人には死刑判決が下され、その日のうちに銃殺刑が執行された。銃殺隊の組織に際しては、カナダ軍が小銃および銃弾、移送用のトラックの手配を行った。

## 背景

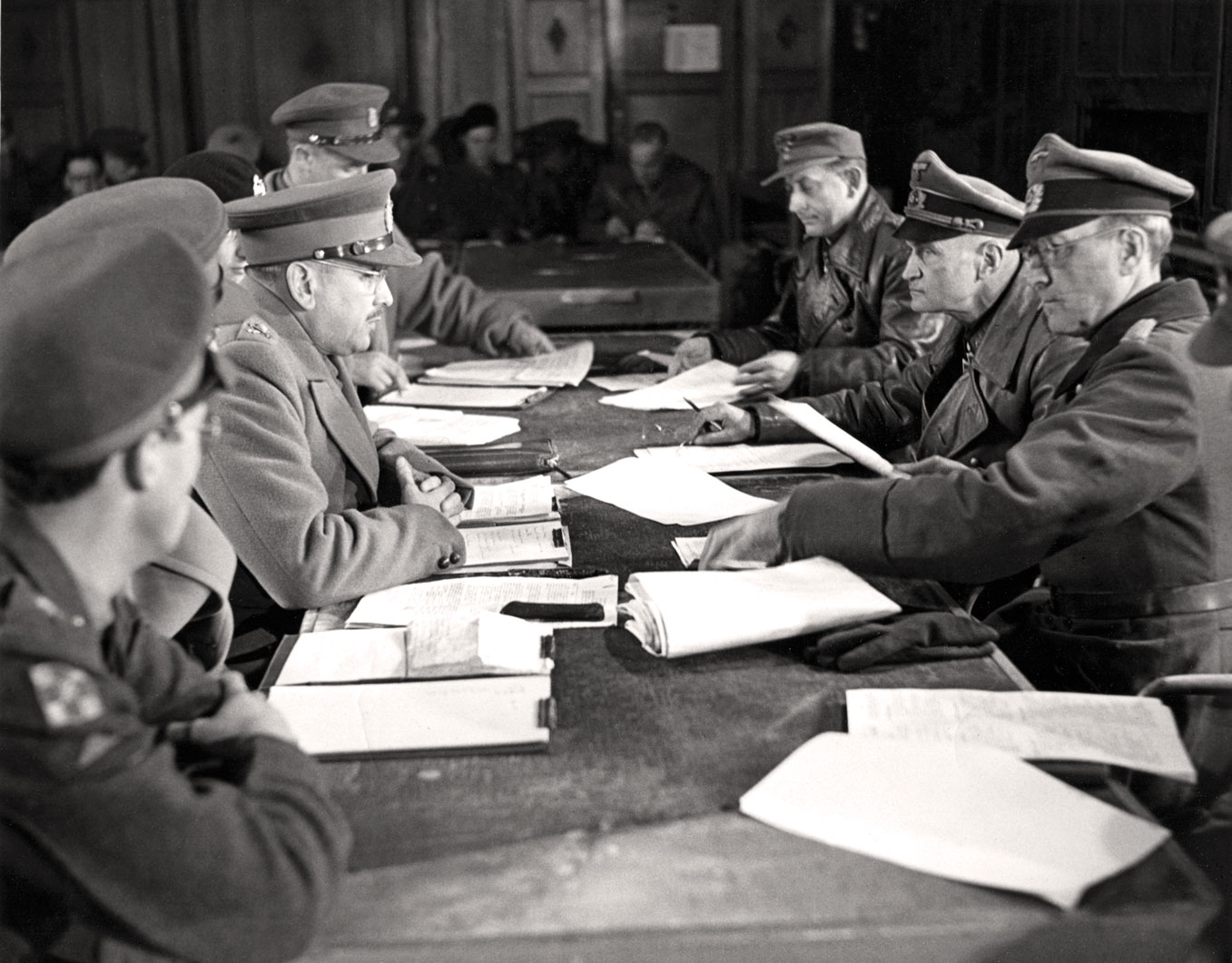
ヴァーヘニンゲンでの降伏交渉。左中央がフォルケス中将、右中央がブラスコヴィッツ上級大将（1945年5月5日）

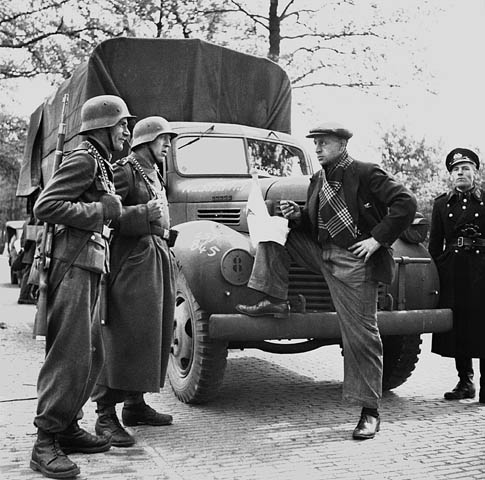
ファウスト作戦最中に撮影された食料輸送トラック。運転手は集積所の警備を担うドイツの野戦憲兵と会話している（1945年5月3日）

第二次世界大戦末期、イギリス軍およびカナダ軍はドイツ本土およびオランダへと侵攻し、西オランダに展開するドイツ軍を孤立させた。ヨハネス・ブラスコヴィッツ上級大将指揮下のドイツ第25軍は、南にマース川とワール川、東にグレッベ線が位置する要塞化された地帯へと撤退した。このいわゆる「オランダ要塞」（Festung Holland）には、陸海軍あわせて15万人のドイツ兵が留まっていた。彼らが堤防を決壊させ洪水を引き起こす可能性が危惧されたことで、カナダ軍の進軍速度は低下し、オランダ戦線は膠着した。
1945年4月28日、第1カナダ軍団司令官チャールズ・フォルケス中将とブラスコヴィッツは、オランダ市民への食料供給を目的とした一時休戦に合意した（アフテルフェルト協定、マナおよびチャウハウンド作戦、ファウスト作戦）。これをきっかけに、ハリー・クレラー大将指揮下の第1カナダ軍は、オランダのドイツ軍政府との協力関係を築き始めた。
5月5日、イギリス第21軍集団司令官バーナード・モントゴメリー元帥は、ドイツのハンス＝ゲオルク・フォン・フリーデブルク海軍大将が提案したドイツ北西部に展開する全ドイツ軍の降伏を受け入れた。これを受け、クレラーはフォルケスを通じ、ブラスコヴィッツに降伏に関する詳細な指示を与えた。この指示のもと、ドイツ軍支配地域における「全てのドイツ軍人（陸海軍）、補助部隊員、民間人」について、ブラスコヴィッツ自身が責任を負うこととなった。5月7日、ドイツ全権大使が無条件降伏文書に署名、翌日の発効を以て、第三帝国、すなわちナチス・ドイツは消滅した。5月7日23時00分、第1カナダ師団シーフォース・ハイランダーズ連隊が進軍命令を受け、ドイツ軍の支配地域に入る最初のカナダ軍部隊となった。
ドイツ本国が降伏し、既に連合国軍によるオランダ進駐が始まっていたにも関わらず、ブラスコヴィッツに率いられたドイツ軍は依然として影響力を保持していた。クレラーによる降伏に関する指示のもと、ブラスコヴィッツは引き続き「西オランダに展開する全てのドイツ軍の管理および規律維持」に責任を負い、ドイツ軍の指揮官たちもカナダ軍からの追加の指示が行われるまでは通常の業務を継続していた。一方、抵抗運動組織のオランダ国内軍はドイツ軍への報復を訴え、散発的な衝突が生じていた。これがドイツ軍部隊の解散と武装解除を困難なものにした。
5月11日、シーフォース・ハイランダーズ連隊は、アムステルダム郊外のフォード・モーター社の廃工場にて、旧ドイツ海軍の捕虜のための収容所を設置した。しかし、これを担当したカナダ兵らは本質的には戦闘部隊であり、捕虜の管理や収容所運営は容易ではなかった。捕虜の集結や武装解除を行うためには、規律と組織を維持しているドイツ軍自体に大いに依存しなければならなかった。カナダ軍ではドイツ軍人らを捕虜ではなく降伏敵国人（Surrendered Enemy Personnel, SEP）と位置づけた。SEPは、連合国軍司令官が適切かつ可能とみなす範囲に限り、組織の維持および自主的な管理が認められた。第1カナダ軍がドイツ占領およびドイツ兵の復員に向けた事前作戦であるエクリプス作戦（Operation Eclipse）に着手すると、降伏したドイツ軍は完全に自給自足の状態となり、食料もドイツ軍の備蓄に頼るようになった。降伏したドイツ軍人の数が増え、彼らに割かれる食料および人員が連合国軍の許容範囲を超えようとしていたことも、ドイツ軍人に「捕虜」の地位を与えることを躊躇させた。俘虜の待遇に関する条約（1929年ジュネーブ条約）に照らし合わせれば、SEPという地位には大いに議論の余地があったが、それでも解放後のオランダにおけるカナダ軍とドイツ軍のいささか奇妙な協力関係はうまく機能していた。廃工場の収容所に送られたドイツの下士官兵は武装解除されていたが、将校は拳銃を携行することが認められていた。

## 脱走兵
やがて、占領地の掃討が進むにつれて、カナダ軍は各地に潜伏していたドイツの脱走兵を発見するようになった。戦時中、連合国軍は心理戦の一環としてドイツ兵の脱走を促すビラの投下などを行っていた。しかし、終戦後のオランダにあって、組織と規律を整然と保つブラスコヴィッツのドイツ軍との協働のもと占領任務を遂行しているカナダ軍にとって、脱走兵は「パートナー」の結束と規律を乱す脅威に他ならなかった。カナダ軍は脱走兵らを捕虜とせず、ドイツ軍に引き渡して処分を任せることを選んだ。
ブルノ・デルファー四等機械兵曹とライナー・ベック通信上等兵は、共にこうした状況でドイツ軍に引き渡された脱走兵だった。ベックは1944年9月5日、いわゆる狂気の火曜日にエイマイデンの港湾防衛部隊から脱走し、妹と共にアムステルダムに潜伏していた。ベックはユダヤ人の母と、社民党時代に警察幹部を務めた元軍人の父のもとに生を受け、一家は1933年以来当局から迫害を受けていた。ベックはドイツを離れて捕鯨船の銛撃ちとして働き、カナダで婚約を果たしたものの、1938年には家族を支えるため帰国して漁師となる。1940年には同僚や漁船ともども海軍に徴兵された。その経験から、彼は海軍入隊時に既に強い反ナチ感情を抱いていた。デルファーは1943年に海軍に志願入隊した。しかし、戦争末期に勤務していた第9掃海隊から脱走し、叔母の元に隠れていた。彼らは仮設収容所で出会ってから行動をともにしていた。
5月12日、2人の脱走兵は抵抗運動のメンバーによって廃工場の収容所に引き渡された。シーフォース・ハイランダーズ連隊長代理オリバー・メイス少佐（Oliver Mace）は、廃工場の収容所の所長を務めていたJ・デニス・ピアース少佐（J. Dennis Pierce）に対し、2人を収容せよと命じた。これに対し、捕虜長のアレクサンデル・シュタイン海軍中佐を始めとするドイツ側の指導部は、「この収容所に脱走兵や裏切り者の居場所はない」と主張して受け入れに反発した。通訳を務めていた元魚雷艇長ホスリンガー海軍大尉（Hoslinger）とピアースの口論の末、2人を他の収容者から隔離して収容し、ドイツの下士官による監視下に置き、定期的にカナダ兵によって安全を確認することが認められた。
しかし、5月13日朝、シュタインはカナダ軍に脱走兵を裁く軍法会議の設置を通告した。シーフォース・ハイランダーズ連隊の上級部隊である第2歩兵旅団へ10時05分に行われたピアースの報告は、2人の死刑は軍法会議前から決定していたのだとカナダ側が理解していたことを示している。

## 軍法会議
シュタインの強い要望のもと、収容されていた海軍将兵1,817人全員がこの軍法会議を見ることになった。判事として3人の法務将校が招集され、このうちヴィルヘルム・ケーン海軍予備役法務少佐（Wilhelm Köhn）が裁判長を務めた。
2人には弁護士がついていたが、ベックは自ら弁護を行った。彼が脱走の理由について「我々（ドイツ人）は皆、数週間前に戦争が終わること、降伏は時間の問題であると理解していた」、「カナダ人とこれ以上戦えば無意味に血を流すことになるだろうと考えた」と話すと、シュタインは激昂して立ち上がり、ベックに向かって「彼は我々全員、つまり彼の同僚、そして士官らを殺人者と呼んでいるのだ」と叫んだという。短い審議を経て、軍法会議は2人の脱走兵に死刑判決を下した。
この軍法会議は、ナチス・ドイツ時代のそれを踏襲したものだった。ナチス・ドイツにおいては、個人の罪悪感や責任よりも国民の団結という概念こそが優先された。脱走や戦意を失わせるような行い（国防力の毀損）は、単なる軍規違反ではなく重大な政治的犯罪へと引き上げられた。1940年10月10日に改定されたドイツ帝国軍刑法典（MStGB）は、屋外での脱走に対し死刑あるいは終身刑を課すと定めていたほか、1939年の戦時特別刑事法命令（KSSVO）では死刑となりうるいくつかの犯罪について別途規定された。敗戦間際には脱走および関連の犯罪に対し、ほぼ確実に死刑判決が下されるようになっていた。さらに、海軍の法務将校は陸空軍と比べても特に死刑判決を出すことが多かった。規律を重んじた海軍総司令官カール・デーニッツ提督は、前任のエーリヒ・レーダー提督が定めた海軍の脱走罪に対する恩赦や減刑の方針を1943年4月27日に放棄していた。また、第一次世界大戦中の帝国軍が脱走兵に対して過度に寛容な処分を取っていたと広く信じられていたことも、ナチス・ドイツ時代の国防軍における厳罰化の一因となった。
シュタインは死刑執行の手段を用意せよとカナダ側に要請した。ピアースは驚いて連隊指導部に連絡した。10時30分、第2歩兵旅団は第1カナダ師団にこれを伝達し、さらにドイツ第30軍団司令部へと伝えられた。第30軍団司令部からは、参謀長が判決を承認し、ブラスコヴィッツに伝えた旨の返答が行われた。また、シュタインにはドイツ側の通信網を利用し、参謀長が承認した旨が直接伝えられた。13時35分、第2歩兵旅団からメイスとピアースにドイツ側の決定が伝えられた。1929年ジュネーブ条約は、捕虜の死刑については猶予を与えることを義務付けていたが、ドイツ軍もカナダ軍も明白にこれを無視し、即日の執行を求めていた。ピアースはシュタインらが組織した銃殺隊にドイツ製小銃8丁と弾薬16発を提供し、輸送のためのトラックも手配した。13日17時40分、2人の脱走兵の銃殺刑が廃工場近くの防空壕にて執行された。ピアースが何故戦争が終わっているにも関わらず彼らを殺したのかと問うと、ホスリンガーは「奴らは脱走兵だ。奴らが家に帰って子供を作ることがあれば、その子供たちの心も汚れたものになる」と答えたという。
本来、この軍法会議による判決は、オランダ方面海軍司令長官の職にあったルドルフ・シュタンゲ海軍中将による承認を受ける必要があった。しかし、シュタンゲはイギリス本国にて収監されており、捕虜長たるシュタインのみが確認の署名を行った。後のインタビューでシュタインは自分にその権限があったと主張したものの、シュタンゲはそれを否定している。
後のインタビューで答えたところによれば、ケーンはドイツの軍事的管轄権は1946年8月20日の連合国管理理事会命令第34号の発効まで廃止されていなかったと考えていたという。1945年5月4日の連合国軍事法第153号が全てのドイツ軍法会議の実質的な廃止を求めていたことについて、ケーンは当時この法律について知らなかったと主張した。また、判決については「かつてと同様、戦後も脱走は非難されるべき行いだった」、「我々は捕虜ではなく抑留者であり、既存の法規定に従えば、私はそれ以外の判決を出せなかった」と述べたほか、判決を下しはしたものの執行されるとは思っていなかったという。
フォルケス中将は、当時設置されたドイツ軍法会議の存在を知らなかったと主張した。
歴史家クリス・マドセン（Chris Madsen）は、この事件を分析し、カナダ軍当局はオランダに駐留していたドイツ軍の武装解除を速やかに行うという大きな問題に直面しており、ドイツ軍に協力する義務を感じていた可能性が高いと指摘した。
疑いの余地のある国際法の解釈のもと、カナダ軍当局はドイツ軍組織の存続を第三帝国崩壊後も認めた。オランダ国内でのドイツ軍の武装解除、集結、撤収には、ドイツの支援が不可欠だった。遺憾ながら、カナダ軍当局は秩序と規律の管理までもドイツ軍に委任してしまった。ドイツ軍の司令官や法務官は、国家社会主義によって歪められた軍法を適用した。
Under a dubious interpretation of international law, Canadian military authorities permitted a continuation of the German military structure after the demise of the Third Reich. German assistance was indispensable in the disarmament, concentration, and evacuation of the German armed forces within Holland. Unfortunately, disinterested Canadian military authorities also left the German military in control of order and discipline. German commanders and military judges applied a military law warped by National Socialism.
—Chris Madsen

## その後
第1カナダ師団の記録によれば、少なくとも6人の脱走兵が師団司令部の許可のもとドイツ軍法会議によって銃殺刑に処され、さらに12人が第2旅団からエイマイデンの収容所に引き渡されたという。
カナダ軍のドイツ軍脱走兵に対する態度が変化するのは、2人の脱走兵が処刑されてわずか数日後のことである。1929年ジュネーブ条約第82条は、「捕虜は、抑留国の軍隊に適用される法律、規則及び命令に服さなければならない」と定めているため、これに従えばドイツ捕虜らが軍法会議を設置することは認められず、ドイツの脱走兵らはカナダ軍法に従って処罰を受けるべきであった。その後、降伏したドイツ軍の規律や軍法の適用に関するいくつかの指示が出され、2年以上の懲役刑についてはカナダ軍の許可を得ること、作戦中に犯されたドイツ軍法違反については特別な許可がない限り管轄しないこと、死刑判決については第21軍集団司令部が確認することなどが定められたが、軍法会議自体は廃止されなかった。
やがて、カナダ軍はドイツの脱走兵について、終戦後に脱走した者は規律のため原隊に送り返し、終戦直前に脱走した者は軍団付収容所に送った後に部隊に戻し、さらに前に脱走してオランダの抵抗運動に貢献した者は捕虜として扱うという方針を定めた。

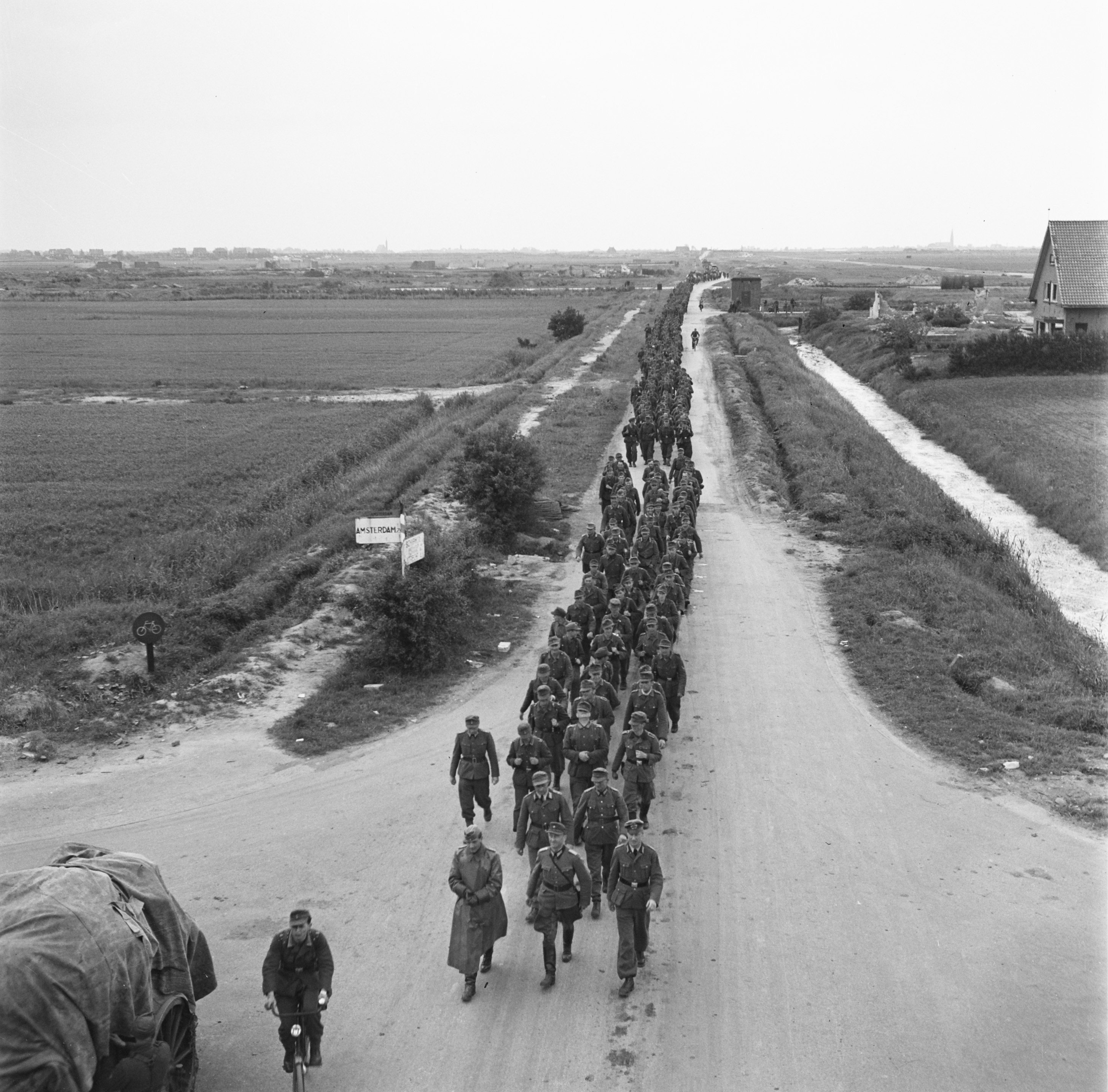
アムステルダムを去るドイツ兵（1945年）

廃工場に収容されていた海軍将兵は、5月15日8時30分にエイマイデンへと移動した。その後、エクリプス作戦の進展に従い、ドイツ軍の撤退は5月後半から始まった。5月19日、ブラスコヴィッツはフォルケスの要請を受け、撤退のための行軍命令書を作成した。この命令書は、全てのドイツ軍人に対する訓戒で締めくくられていた。
私は、全ての兵士が行軍中に規律の模範を示すことを期待し、道路および通過収容所を徹底的に清潔に保つよう強く求める。
カナダおよびイギリス軍当局は、降伏したドイツ軍をエムス＝ジャーデ運河北の第2カナダ軍団管轄地域に集結させることを意図していた。当時、カナダ国内から兵士の復員を求める声が強まり、またオランダ国民からも撤退を求める声が出始めていた。一方、イギリスのウィンストン・チャーチル首相は、一見してヤルタ協定を頻繁に無視しているソビエト連邦への不信感から、戦力としてのドイツ軍を維持することを求めていた。こうした背景が、降伏後もドイツ軍がその影響力と組織的構造を維持し、軍法会議による死刑判決さえ許容されることに繋がっていた。1945年7月には西側連合国とソビエト連邦がポツダム会談を経て和解し、「予備戦力」としてのドイツ軍の必要性は薄れた。1946年以降、ドイツ管理委員会イギリス部（CCG, BE）によってイギリス占領地域のドイツ軍部隊の解散およびドイツ将兵の復員が進められた。
1966年9月12日、『デア・シュピーゲル』誌がこの事件について報じ、デルファーとベックの遺族は消息不明と伝えられていた2人の水兵の行方をようやく知ることとなった。ベックの妹は、当時ケルン最高裁判事を務めていたケーンに対し、兄の殺害に関する民事訴訟を起こした。ケーンは名前を伏せつつもカナダ将校が殺害の責任を負うべきだと主張した。裁判自体は証人不足のためベック側の敗訴に終わったが、ヨーロッパ各国の報道や政府機関の注目をこの事件に集めるきっかけとなった。カナダ政府は当初自国軍人の関与を否定していたが、やがてカナダ国内の報道でも元軍人や目撃者の証言といった関与の証拠が取り上げられるようになると、当局による調査に乗り出した。1966年12月21日、ポール・ヘリヤー国防相は、カナダ軍人が殺害に関与したことを認めたものの、「戦争が終わってから20年以上が経過しているという事実を考慮すると、この問題をこれ以上追求しても何も得られない」と示唆し、これを以てカナダ政府による調査は終了した。1997年、ドイツの法史学者カール＝ハインツ・レーマン（Karl-Heinz Lehmann）らによって、2人の水兵に対する判決の撤回を求める訴えが起こされた。

## 大衆文化
この事件はいくつかの映像作品のモチーフとなった。
- BBCが制作したドラマシリーズ『Secret Army』は、第二次世界大戦中のベルギーの抵抗運動を題材としている。最終話では、登場人物が敗戦後の軍法会議を経て銃殺刑に処される場面が描かれる。
- 1966年のイタリア・ユーゴスラビア合作映画『銃殺！ナチスの長い五日間（ドイツ語版）』は、この事件を下敷きにしている。ただし、登場人物は陸軍将兵として描写されている。
- 2006年のオランダ映画『ブラックブック』では、カナダ軍の占領任務に協力しているドイツ将校により、主人公が銃殺刑に処される場面が描かれている。